# Pursuit
Pursuit es el tercer álbum de estudio de la banda francesa 
Stuck in the Sound, lanzado el 30 de enero de 2012 en la discográfica Discograph.

## Lista de canciones
Todas las canciones fueron escritas y compuestas por Stuck in the Sound. Algunas letras fueron coescritas con la cantante Marie-Flore.

| N.º | Título             | Duración |  |
| 1.  | «Brother»          | 3:18     |  |
| 2.  | «Let's Go»         | 3:31     |  |
| 3.  | «Fred Mercure»     | 2:40     |  |
| 4.  | «September»        | 3:21     |  |
| 5.  | «Tender»           | 3:38     |  |
| 6.  | «Bandruptcy»       | 2:35     |  |
| 7.  | «Criminal»         | 5:57     |  |
| 8.  | «Who's The Guy»    | 4:02     |  |
| 9.  | «Pursuit»          | 3:03     |  |
| 10. | «My Life»          | 3:22     |  |
| 11. | «Silent And Sweet» | 4:37     |  |
| 12. | «I Told You»       | 3:08     |  |
| 13. | «Purple»           | 2:49     |  |
| 14. | «Ghost»            | 3:04     |  |

## Personal

### Stuck in the Sound
- José Reís Fontão – Voz principal, guitarra eléctrica
- François Ernie – Batería, coros
- Emmanuel Barichasse – Guitarra eléctrica, guitarra acústica, piano, teclados
- Arno Bordas – Bajo

### Personal adicional
- Stuck in the Sound – Producción
- Romain Della Valle – Mezclas
- Stephen Marcussen – Masterización